# Gentian Hajdari
Gentian Hajdari (* 1. April 1975) ist ein ehemaliger albanischer Fußballspieler.

## Karriere
Hajdari begann seine Karriere 1995 bei Dinamo Tirana. In fünf Spielzeiten kam er auf rund 98 Ligaeinsätze und erzielte dabei zwei Tore. Im Jahr 2000 wechselte er zu KF Tirana. Für diesen Club bestritt er 136 Ligaspiele.
Seine letzte aktive Saison absolvierte er 2007/08 bei KF Tirana, bevor er seine Karriere beendete.